# 魔法使いTai!
『魔法使いTai!』（まほうつかいタイ!）は、1996年のOVA発売を皮切りに、テレビアニメ、コミックなどで展開した、アニメ監督・佐藤順一原案による作品群。略称は「まほTai!」。魔法によって起こる、少し不思議な学園生活を描いたドタバタコメディ。

## あらすじ
ある日、謎の巨大物体ツリガネが地球に飛来、各国の軍隊が攻撃を加えるも効果は無く、ツリガネは何をするわけでもなく地球に居座ることに。そこで都立北野橋高校の高倉武男が率いる魔法クラブが立ち上がった。

## 登場人物

### 魔法クラブ
沢野口沙絵（さわのぐち さえ）
声 - 小西寛子
本作の主人公。1979年12月31日生まれ。O型。身長：159cm。B/W/H：80/55/85。北野橋高校2年B組。とてつもなくドジで、鈍感で魔法も上手くないが、何事にも一生懸命に前向きに挑む。武男を深く尊敬し、同時に大好き。なるとが好きで、趣味は絵日記。
高倉武男（たかくら たけお）
声 - 小野坂昌也
1979年3月11日生まれ。B型。身長：172cm～175cm。体重：60Kg。3年F組。魔法クラブの部長。いつもスケベな妄想をしている反面、自分には厳しく、いざという時は頼りになる。小さい頃に洞窟で魔法のアイテムを発見して以来、独学で魔法を学ぶ。クラブの中でも最も魔法の知識があり、受験勉強を全くせずに魔法使いを目指す。沙絵を一番大切に想っている。モデルは佐藤順一。
中富七香（なかとみ ななか）
声 - 飯塚雅弓
1979年9月17日生まれ。A型。身長：158cm。2年B組。B/W/H：83/55/84。面倒見がよく、沙絵とは幼稚園の時からの親友。魔法クラブには誘われて渋々入部していて、部員の中では一番の常識人。油壷に片想いしている。
油壷綾之丞（あぶらつぼ あやのじょう）
声 - 子安武人
1978年6月6日生まれ。AB型。身長：178cm。体重：56Kg。3年F組。魔法クラブの副部長。スポーツ万能かつ、魔法も使いこなす美男子。親衛隊が作られるほど全校の女子生徒に人気。武男が好きで、七香も次第に意識する。
愛川茜（あいかわ あかね）
声 - 岩男潤子
1980年10月3日生まれ。B型。身長：159cm。B/W/H：86/52/86。1年D組。魔法クラブの新入部員。性格はマイペースで自由奔放。モデル。放課後はデートや仕事で部活にはあまり参加しないが、平部員の中では最も魔法の物覚えが早い。マンションに一人暮らし。
J  / 仁乃樹里加（じぇい / じんの じゅりか）
声 - 宮原永海
1年D組。見た目が少女っぽい、不思議な美少年。誰よりも強力な魔法を使いこなし、何らかの企みを遂行する。後の魔法クラブの新入部員。テレビシリーズに登場。

### 沢野口家
沢野口早紀（さわのぐち さき）
声 - 田中敦子（OVA版）、村井かずさ（テレビ版）
沙絵の姉かつ、医大生。19歳。両親が家にいないので母親代わり。性格や運動神経はしっかりしているが、料理は苦手。彼氏がいる。
沢野口佐知子（さわのぐち さわこ）
声 - 滝沢久美子
早紀と沙絵の母親。北海道で沢野口牧場を経営し、障害レース用の馬を育てている。
沢野口栄（さわのぐち さかえ）
声 - 黒瀬浩一
早紀と沙絵の父親。癖毛。
ニコル
沢野口牧場におり、沙絵が大事にしている馬。

### 中富家
中富菜緒子（なかとみ なおこ）
声 - 高乃麗
七香の母親。健康食品店を営んでいる。
中富直紀（なかとみ なおき）
声 - 宮田幸季
七香の弟。姉に対して生意気な態度をとる。

### 高倉家
高倉貴子（たかくら たかこ）
声 - 石毛佐和
武男の妹。中学生。容姿は兄に似ているが、性格は似ていない。

### 油壷家
油壷亜希子（あぶらつぼ あきこ）
声 - 井上瑤
綾之丞の母親。息子を溺愛している。

### 天野家
天野梓（あまの あずさ）
声 - 高島雅羅
茜の母親であり、有名女優。

### マンガ研究会
深山瑞葉（みやま みずは）
声 - 佐久間レイ
3年A組。マンガ研究会部長兼生徒会長兼文化部代表。メガネで巨乳。武男の幼馴染にして天敵のような存在で、常に彼を目の敵にして責め苛む。本心では武男に好意を抱いているが、それを暴力や悪口という形でしか表現できない屈折した性格である。
リンプン&コージン
声 - 一条和矢（OVA版）、高戸靖広（テレビ版）
2人とも漫画研究会所属であり、瑞葉に仕える双子の兄弟。
トミコ&チカ&男子部員
声 - 大野佐和（トミコ）、水田わさび（チカ）、高橋広樹（男子部員）
3人とも漫画研究会部員。チカはおかっぱ頭な眼鏡っ娘、男子部員はフォトグラファー。
久保克人（くぼ かつひと）
声 - 白井晃
都立北野橋高校の教諭。漫画研究会と魔法クラブの顧問だが、なぜか漫画研究会の方に肩入れすることが多い。誰にでも名刺を配る。声優そっくりの容貌。

### 油壺安全委員会
御小手ミチコ（みこて ミチコ）&リエ
声 - 天神有海
油壺の親衛隊と、油壺安全委員会の委員長。
増子まどか（ますこ まどか）&平坂光（ひらさか ひかる）
声 - 加藤奈々絵（まどか）、児玉もも代（光）
2人とも油壺安全委員会のメンバー。

### その他
箕輪充（みのわ みつる）
声 - 大塚明夫
フリージャーナリスト。豪快な性格で、ツリガネと魔法の調査をしている。ハコスカGT-Rを愛車にしているが、ツリガネによって消滅させられる。OVAシリーズに登場。
吉本吉人（よしもと よしと）
声 - 西村智博
カメラマン。箕輪ともに行動している。OVAシリーズに登場。
ジェフくん
声 - 中野悟
沙絵の持つ不思議な力を秘めた、テディベア。幼少の頃、目の前に現れた魔法使いにもらって以来、大切にしている。
ミッキー先輩 / 水沢美樹（みずさわ みき）
声 - 山田美穂
沙絵の先輩で、テニスをするために現在はイギリスに住んでいる。グランドマスターの娘で、最上級の魔法を扱える。沙絵から慕われ、他の部員からも信頼を得ている。テレビシリーズの終盤で登場。

## 関連用語
魔法クラブ
漫画研究会の部室の一部を借りているので非常に狭い。一般の生徒からは怪しい手品サークルと思われている。
魔法
物体を動かしたり、願望を形に変えたりできる。高度なものになると攻撃や召喚魔法も存在する。グリモワールの呪文を唱えることで発動。魔法の存在は世間には秘密となっている。
マジックワンド
鳥を模したステッキ。初心者はこれを持つことで魔法が扱える。魔法カードを挟むことで、より強力な魔法が使える。
ツリガネ
地球侵略を目的として、宇宙から飛来した巨大な釣り鐘状の植民星探査ロボット。調査のために様々な小型ロボットを動員している。テレビシリーズでは巨大おばけ桜として登場。

## その他
- 本作の舞台は西荻窪周辺がモデルとなっており、当時の景観とほぼ同じ背景が描かれている[1]。テレビアニメ版でも荻窪駅[注 2] が登場している。
- 作品の告知映像『突撃!!トライアングル』では制作スタジオを特集しており、佐藤順一や伊藤郁子のインタビューが聞ける。
- 制作中、スタッフルームはなるとグッズで埋もれ、研究のために新横浜ラーメン博物館にも足を運んでいる。
- 企画段階でのタイトルは、『エビデイ 魔法使いタイ!』だった。
- OVA版はセルアニメとしてのアナログ制作、TV版はデジタル制作となっている。

## 制作
本作品群はトライアングルスタッフの浅利義美から佐藤順一のもとへオリジナル作品の要望が寄せられたことがきっかけで誕生した。当時佐藤はセルビデオに疎く、何がどう売れるのかもわからなかった。企画がバンダイビジュアルを担うことになり、佐藤はプロデューサーの寺田将人に相談する中で、「メカと美少女」というキーワードに着目した。また、佐藤の要望により、キャラクターデザイナーには伊藤郁子が起用された。
「WEBアニメスタイル」の小黒祐一郎は、佐藤との対談の中で、オタク好みの肉感的な作品であると指摘しており、そのことについて佐藤は伊藤のデザインが影響しているのだろうと答えており、沙絵の描写が伊藤との大きな違いだと話している。佐藤は沙絵のようなタイプが好みだとし、自分の世界にいつつも慌てたり、一生懸命でぶれないのが重要だと話しており、そこに伊藤がなぜ沙絵が高倉を好いているのかわからないと言いつつも納得できる要素を足していったのだろうと語っている。佐藤によると、伊藤は『キャンディ・キャンディ』の「丘の上の王子様」のような存在がいないと沙絵が描けなかったため、魔法使いのジェフ君が誕生した。

## OVA
1996年から1997年にかけ、バンダイビジュアルより発売された。全6話。
2008年にはAT-X、2010年にはチャンネルNECO、2012年にはキッズステーションでそれぞれ放送された。
2014年の年末から2015年の年始にかけては、BS11で集中放送された。

### スタッフ（OVA）
- 原案・総指揮・絵コンテ - 佐藤順一
- 原作・アニメーション制作 - トライアングルスタッフ
- キャラクターデザイン・総作画監督 - 伊藤郁子
- メカニックデザイン - 前田真宏
- 美術監督 - 加藤浩
- 色彩設計 - 西表美智代
- 撮影監督 - 森下成一
- 編集 - 瀬山武司
- 音楽 - 大島ミチル
- 音響監督 - 若林和弘
- プロデューサー - 寺田将人（第1話 - 第5話）→池口和彦（第6話）、井上博明、安部正次郎
- 製作 - バンダイビジュアル

### 主題歌（OVA）
オープニングテーマ「背伸びをして Follow You」
作詞 - 松葉美穂 / 作曲・編曲 - 矢吹俊郎 / 歌 - 魔法使い隊
エンディングテーマ「またあした」
作詞 - 松葉美穂 / 作曲 - 奥井雅美、矢吹俊郎 / 編曲 - 渡辺格 / 歌 - MASAMI

### 各話リスト（OVA）
| 話数 | サブタイトル                                       | 脚本              | 演出       | 作画監督                            |
| ---- | -------------------------------------------------- | ----------------- | ---------- | ----------------------------------- |
| 1    | ツリガネと高倉先輩と空とぶ魔法                     | 遠藤明範 佐藤順一 | 上田芳裕   | 高橋英樹                            |
| 2    | 巨大ベーゴマと瑞葉先輩（みずはさま）としっぱい魔法 | 小中千昭          | 加瀬充子   | 岡辰也                              |
| 3    | タケトンボと茜ちゃんといけない魔法                 | 小中千昭          | 上田芳裕   | 高橋英樹、伊藤郁子 須賀重行         |
| 4    | 海と洞窟とマジックパーティ                         | 小中千昭          | 加瀬充子   | 岡辰也、高橋英樹 松本文男、伊藤郁子 |
| 5    | 七香と油壷センパイと告白魔法？                     | 小中千昭          | 竹之内和久 | 伊藤郁子                            |
| 6    | 沙絵とジェフくんと大魔法                           | 小中千昭          | 佐藤順一   | 伊藤郁子                            |

## テレビアニメ
1999年7月7日から同年10月6日までWOWOWで放送。全13話。OVAの続編として、最終話直後からのストーリーとなっている。

### スタッフ（TV）
- 原案・監督 - 佐藤順一
- 原作 - トライアングルスタッフ
- シリーズ構成 - 小中千昭
- キャラクターデザイン・総作画監督 - 伊藤郁子
- 美術監督 - 加藤朋則
- 色彩設定 - 西表美智代
- 編集 - 瀬山武司
- 音楽 - 大島ミチル
- アニメーションプロデューサー - 浅利義美、安部正次郎
- プロデューサー - 池口和彦
- アニメーション制作 - マッドハウス、トライアングルスタッフ
- 製作 - バンダイビジュアル

### 主題歌（TV）
オープニングテーマ「I Wanna Do More」
作詞・作曲・編曲・歌 - 尾崎亜美
エンディングテーマ「Should I Do?」
作詞・作曲・編曲・歌 - 尾崎亜美
- エンディングで流れる映像は、前半は放映された回のダイジェスト、後半は次回予告となっている。

### 各話リスト（TV）
| 話 | 放送日        | サブタイトル                               | 脚本         | 絵コンテ   | 演出                | 作画監督                              |
| -- | ------------- | ------------------------------------------ | ------------ | ---------- | ------------------- | ------------------------------------- |
| 1  | 1999年 7月7日 | 沙絵と、魔法クラブと、桜の木               | 小中千昭     | 佐藤順一   | 佐藤順一 河本昇悟   | 田中雄一                              |
| 2  | 7月14日       | 七香と、ケーキと、危険な夜                 | 横手美智子   | 佐藤順一   | 佐山聖子            | 志田ただし                            |
| 3  | 7月21日       | 油壺先輩と、朝顔と、親子面談               | 横手美智子   | 中村隆太郎 | 中村隆太郎          | 関口雅浩                              |
| 4  | 7月28日       | 沙絵と、風呂場と、扉の向こう               | 村井さだゆき | 竹之内和久 | 竹之内和久 松浦錠平 | 田中雄一 山下明彦                     |
| 5  | 8月4日        | 茜ちゃんと、しゃっくりと、アヤシイ関係     | 村井さだゆき | 河本昇悟   | 河本昇悟            | 山本佐和子                            |
| 6  | 8月18日       | 高倉先輩と、やっこと、秘密のデート         | 横手美智子   | 佐藤順一   | 下司泰弘            | 山下明彦                              |
| 7  | 8月25日       | 沙絵と、トマトと、絵筆のダンス             | 小中千昭     | 佐山聖子   | 佐山聖子            | 志田ただし                            |
| 8  | 9月1日        | アリスと、踏切と、ソースせんべい           | 村井さだゆき | 藤本義孝   | 藤本義孝            | 志田ただし                            |
| 9  | 9月8日        | 振り袖と、短パンと、華の時代               | 横手美智子   | 河本昇悟   | 河本昇悟            | 安田好孝                              |
| 10 | 9月15日       | 雪と、子馬と、ファースト・キッス           | 小中千昭     | 佐藤卓哉   | 松浦錠平            | 伊藤良明                              |
| 11 | 9月22日       | 茜ちゃんと、鏡と、歳末バーゲン             | 村井さだゆき | 佐山聖子   | 大久保唯男          | 田中雄一、伊藤良明 安田好孝           |
| 12 | 9月29日       | タコと、稲妻と、ミッキー先輩               | 横手美智子   | 河本昇悟   | 河本昇悟            | 山下明彦                              |
| 13 | 10月6日       | 沙絵の魔法、沙絵の気持ち、いつまでもずっと | 小中千昭     | 佐藤順一   | 佐藤順一 島崎奈々子 | 田中雄一、赤田信人 山下明彦、伊藤郁子 |

## 魔法使いTai! vs シャーマニックプリンセス
魔法使いTai! vs シャーマニックプリンセスは、ともにトライアングルスタッフが制作し、バンダイビジュアルから発売されていたOVA『魔法使いTai!』と『シャーマニックプリンセス』両シリーズ全巻購入特典として制作された短編アニメである。当初は両作品のキャラクターが共演する作品として企画されていたが、制作の都合で実現せず、代わりに短編『魔法使いTai!』の演出を『シャーマニックプリンセス』の監督である本郷みつるが、短編『シャーマニックプリンセス』の演出を佐藤順一がそれぞれ担当する作品となった。なお、短編『魔法使いTai!』には自身が作画と声優を担当した佐藤順一が登場する。

## 小説版
富士見ファンタジア文庫より佐藤順一・小中千昭共著で全4巻。OVAに繋がるストーリーとして構成されており、各キャラクターは学年がひとつ下である。
1. 春風のマジック
2. 薫風のメモリー
3. オータム・フリーダム
4. ツリガネ迎撃指令!

## コミック
太田多美（ファンタジーDX連載）と、紗夢猫（月刊ドラゴンジュニア連載）による作品がある。基本内容はあまり変わらないが、オリジナルストーリーで構成されている。

## ラジオ
『魔法使い隊の子ッ!』というラジオ番組が、東海ラジオ放送で1996年10月から1997年4月1日に放送された。放送時間帯は火曜23時30分から24時00分。パーソナリティはミンキー・ヤス、飯塚雅弓、小西寛子。
| 東海ラジオ放送 火曜23:30 - 24:00 | 東海ラジオ放送 火曜23:30 - 24:00              | 東海ラジオ放送 火曜23:30 - 24:00 |
| 前番組                           | 番組名                                        | 次番組                           |
| -------------------------------- | --------------------------------------------- | -------------------------------- |
| ツインビーPARADISE3              | 魔法使い隊の子ッ! (1996年10月 - 1997年4月1日) | 中川亜紀子LUCKY FARM             |